# Francesco Petrin
Francesco Petrin (Santa Maria di Sala, 28 novembre 1906 – Padova, 4 febbraio 1980) è stato un antifascista italiano.

## Biografia

### Attività partigiana
Nel 1939 fondò la società Libertas, attraverso la quale sviluppò un'intensa propaganda antifascista per tutta la durata della guerra, assistendo i militari alleati aiutandoli ad evitare la cattura o in caso contrario favorendone l'evasione.
Partecipò poi direttamente alla resistenza come partigiano nella brigata G. Negri di Padova e fu ferito gravemente al viso il 6 gennaio 1945 in un agguato, teso nel cortile di casa dalle brigate nere di Dolo. Fu anche «capo di stato maggiore» nel comando  Gruppo Divisioni del Popolo, sempre della zona di Padova: tale qualifica è stata in seguito equiparata al grado di capitano.

### Attività politica
Al termine della guerra esercitò, perdonando lui stesso per primo, un'azione di pacificazione nei confronti dell'intera popolazione, che usciva divisa tra fascisti ed antifascisti. 
Fu nominato ufficialmente, incarico esercitato di fatto subito dopo la Liberazione e interrotto per dimissioni nel febbraio del 1946, primo sindaco del Comune di Pianiga dalla fine del 1945 e militò sempre nelle file del partito liberale, col quale fu anche candidato nel 1946 alle elezioni per l'assemblea costituente nel collegio Venezia-Treviso.

### Vita privata
Insegnò in una scuola privata che lui stesso aveva fondato. 
Dopo la guerra fu iscritto dal 1º gennaio 1947 all'albo dei giornalisti del Veneto, categoria pubblicisti, e pubblicò articoli soprattutto di politica interna su diversi giornali, fra cui il Gazzettino, la Gazzetta del Veneto e la Frusta di Torino.
Sposò Maria Calzavara da cui ebbe nove figli.